# Josep Vernis i Burés
Josep Vernis i Burés (Vic, 3 de novembre de 1940) és un pintor, escultor i gravador català.
Després de passar la infantesa a Vic, Josep Vernis es llicencia el 1958 a l'Escola Superior de Sant Jordi de Barcelona, on estudia Belles Arts. També s'ha dedicat a la pedadogia artística, primer com a professor de plàstica al Col·legi Sant Miquel dels Sants de Vic i, a partir de 1977, com a professor de l'Escola Universitària Balmes de Vic, un dels centres precedents a l'actual Universitat de Vic - Universitat Central de Catalunya, i a la Facultat d'Educació, Traducció i Ciències Humanes de la mateixa Universitat, on ha impartit classes fins al 2005.
L'espai d'exposicions de la Universitat de Vic - Universitat Central de Catalunya, ubicat a Vic, porta el seu nom.
El 5 de setembre de 2016 va ser la persona homenatjada per Òmnium Cultural, amb motiu de la Marxa dels Vigatans, pel seu compromís cívic i cultural, i per la seva tasca i trajectòria en pro de la cultura, la llengua, el país i la cohesió social.
Entre 1960 i 2015 ha realitzat nombroses exposicions individuals i ha participat en d'altres col·lectives a Catalunya i a diversos països del món. També ha editat obra gràfica (aiguaforts, litografies, serigrafies, cartells, portades de discos, llibres i revistes,..). Ha col·laborat en l'escenografia de catorze muntatges del grup La Gàbia Teatre. Com a pintor muralista cal destacar les seves obres L'ordre i el Caos, a la Sala de plens del Consell Comarcal d'Osona i Referents de la memòria (de 18,50 x 2,50 m) a l'Auditori Marià Vila d'Abadal de l'edifici El Sucre de Vic.
Actualment es poden trobar obres de l'artista dintre de diverses col·leccions i museus de Catalunya, com el Museu Abelló de Mollet del Vallès.